# Marlene Schenkel
Marlene Guedes Schenkel é ex-voleibolista brasileira com conquistas nacionais e internacionais  pelo Flamengo  e internacionais pela Seleção Brasileira Feminina de Voleibol.

## Carreira
Defendeu as cores do  Flamengo e da Seleção Brasileira na década de 50  e 60. Pelo Flamengo integrou a grande equipe de vôlei do clube que ficou conhecida como Rolinho Compressor, que além de conquistar muitos títulos foi a primeira a viajar para fora do país em torneio no  Peru.Na seleção nacional disputou o Campeonato Sul-Americano de Voleibol Feminino de 1951, conquistando o ouro e o bronze nos Jogos Pan-Americanos de 1955.